# Cryptus viduatorius
Cryptus viduatorius là một loài tò vò trong họ Ichneumonidae.